# Социология медицины
Социоло́гия медици́ны — отрасль социологии, изучающая систему охраны здоровья, социальные термины «болезнь» и «здоровье», поведение людей в сфере медицины. Это наука о закономерности формирования ценностных ориентаций населения к здоровью, болезням, медицинского обслуживания, медицины и охраны здоровья. Структура современной медицинской социологии состоит из нескольких направлений, таких как социология лечебных профессий, социология болезни и поведения больного, социология институтов медицины и организации здравоохранения.

## История социологии медицины
Первые попытки изучения социальных аспектов здоровья в рамках антропологии и социальной медицины были предприняты в конце XVIII века английскими, немецкими и французскими учёными. В этот же период времени, благодаря влиянию идей Великой Французской революции, возникает концепция общественного здоровья. В течение двух столетий проблемы социологии медицины изучались в рамках эпидемиологии и социальной медицины.
Выделение медицинской социологии как самостоятельной отрасли произошло только в 50-е годы XX века в США. В первое время новая отрасль была востребована только для социологического образования студентов-медиков. Значительный вклад в развитие социологии медицины внесли Роберт Мертон и Говард Беккер (медицинское образование и социализация), Барни Глейзер и Ансельм Стросс (социальное отношение к смерти), Гофман и Шефф (психическое расстройство), Фрейдсон (медицина как профессия).

## Понятия социологии медицины
Медицину в социологии выделяют, как социальный институт. Как социальный институт медицина имеет ценности (цели, принципы, кодексы), структуру, функции, формы её внутриинституциальной организации, символы, статусы и роли (врачи, пациенты, государство и др.), систему профессиональной стратификации и систему профессионального образования.